# Werner Sprenger
Werner Sprenger (* 9. November 1923 in Danzig; † 24. Mai 2009 in Freiburg im Breisgau) war ein deutscher Schriftsteller und Meditationslehrer.

## Leben  und Wirken
Werner Sprenger wuchs in Berlin auf. Er wurde 1941 noch während seiner Gymnasialzeit in den Zweiten Weltkrieg eingezogen und erlebte als junger Mann Krieg und Kriegsgefangenschaft.
Nach seiner Rückkehr 1948 übernahm er Telefondienste und andere Gelegenheitsarbeiten für seinen Lebensunterhalt. Er studierte Medizin und Psychologie, Germanistik und Vergleichende Religionswissenschaften und arbeitete mit Drogenabhängigen und Arbeitslosen. Später wurde das Schreiben seine wichtigste Aktivität.
Nach der Uraufführung seines ersten Theaterstücks „Suchen Sie Magdalena?“ 1958 bei der Kieler Woche wurde das Stück vom Kleinen Schauspielhaus in Frankfurt übernommen (Theaterdruck S. Fischer Verlag Frankfurt). Später (bis 2007) wurde Werner Sprenger vorwiegend vom Nie-Nie-Sagen-Verlag in Konstanz, wo er in den 70er- bis 90er Jahren auch lebte, verlegt.
In Gedichten und Prosatexten trat Werner Sprenger immer wieder für soziale Gerechtigkeit, Frieden und Freiheit ein. In den späten 1970er Jahren erschienen Kolumnen von ihm in der Zeitschrift konkret.
Ein bestimmendes Thema in seinem Werk wurde der Tod, mit dem er wiederholt in seinem Leben konfrontiert war: durch den Krieg, durch die Selbsttötung eines geliebten Menschen, durch einen lebensbedrohlichen Herzinfarkt, der zu einer Wende in seinem Leben wurde mit einer tiefen Besinnung auf die Kostbarkeit des einmaligen Lebens.
Dieses Betroffensein durch den Tod fand in seinen Büchern Ausdruck und führte so zur Zusammenarbeit mit Hospizvereinen sowie mit Initiativen zur Suizidprophylaxe wie dem Arbeitskreis Leben in Baden-Württemberg.
Mehrere Indienaufenthalte in Klöstern und Ashrams und die Selbsterforschung mit verschiedenen Psychotherapieverfahren führten in den 1970er Jahren zur Begründung der INTA-Meditation und zur Seminartätigkeit im In- und Ausland.
In der INTA-Meditation verbinden sich das Wissen östlicher spiritueller Traditionen und die grundlegenden Einsichten der Humanistischen Psychologie zu einer ganzheitlichen Meditation. Die INTA-Meditation ist in ihrem Wesen dialogisch:
Erst in der Begegnung mit einem anderen Menschen findet ein Mensch zu sich selbst – das ist das Grundprinzip dieser Meditation. Mit seinem zentralen Anliegen „Ich will den Menschen Mut machen, die zu sein, die sie noch nicht zu sein wagen“, hat Werner Sprenger durch seine Bücher und seine Seminare unzähligen Menschen geholfen, ihren Weg zu finden, und hat sie auf ihrem Weg begleitet.
Werner Sprenger war Mitglied des Verbandes Deutscher Schriftsteller.
Seine Hörspiele wurden ausgezeichnet und von verschiedenen Sendeanstalten produziert und ausgestrahlt.
„Drei schwere Fälle von Nächstenliebe“ erhielt 1983 den Hörspielpreis der Deutschen Akademie der Darstellenden Künste. Der Schweizerische Rundfunk DRS sendete dieses Hörspiel in einer Mundartfassung.
Das Hörspiel „Teilweise heiter“ übernahm die Deutsche Welle „zum Zweck der Verbreitung deutscher Sprache und Kultur durch außereuropäische Rundfunkanstalten“.
Gedichte und Texte von Werner Sprenger wurden in Schulbücher und Anthologien aufgenommen.

## Werke
- Schleichwege zum Ich – Durch dich zu mir – Durch mich zu dir. 15. Auflage, Herder, Freiburg 2018, ISBN 978-3-451-06992-5.
- Jeder Tag ist neues Leben. Herder, Freiburg 2014, ISBN 978-3-451-31256-4.
- Augen-Blicke, Gedichte und Prosa. Freiburg 1979, 9. Auflage 2001
- Gedichte zum Auswendigleben. Konstanz 1982, 8. Auflage 1998
- Stabile Träume und andere Wirklichkeiten. Gedichte, Freiburg 1979, 5. Auflage 1998
- Schleichwege zum Ich Bd. I Meditationsgedichte. Konstanz 1979, 14. Auflage 1998;
- Angewandte Gedichte. Konstanz 1997
- Schleichwege zum Ich Bd. II Lebensglück durch INTA-Meditation. Konstanz 1979, 14. veränderte Auflage 1997
- Hauch das Thermometer an, wenn Du frierst. Gedichte und Prosa, Konstanz 1984, 4. Auflage 1996
- Verführung zum Leben, Meditationstexte. Konstanz 1987, 3. Auflage 1996
- Glücksgedichte zum Auswendigleben. Konstanz 1995
- Der Tag, an dem mein Tod starb. Konstanz 1995
- Todesgedichte zum Auswendigleben. Konstanz 1995
- Liebesgedichte zum Auswendigleben. Konstanz 1994
- Und nach dem Tod? Nichts? Wiedergeburt? Weiterleben? Konstanz 1994
- Liebst Du Dich? Konstanz 1989, 3. Auflage 1994
- Morgen?- Besser: gleich heute leben. Konstanz 1993
- Lösch die Feuertulpen. Hörspiele und Gedichte, Konstanz 1993
- Mehr Glück als Verstand? Aphorismen, Konstanz 1992
- Wahrheiten über die Lüge. Aphorismen, Konstanz 1992
- Durch fremden Mund satt werden? Konstanz 1989
- Das Höhlenbuch. Konstanz 1988
- Asche und Wiedergeburt. Konstanz 1988
- Anstiftung zum Glück. Gedichte und Prosa, Konstanz 1981, 7. Auflage 1988
- Zu Oasen führen alle Wege durch die Wüste. Aphorismen, Freiburg 1978, 6. Auflage 1987
- Kommt ein Löwe geflogen, eine Anti-Autobiographie. Konstanz 1985
- Glück aus Versehen? Unglück aus Verstehen? Freiburg 1978, 8. Auflage 1984
- Eine Eiche in einen Blumentopf gepflanzt. Aphorismen, Freiburg 1978, 4. Auflage 1983
- Leben wir noch? Ernstfall-Texte, Konstanz 1983
- Brauchen Hungernde denn Gedichte? Berlin 1972, 6. Auflage 1981
- Dass das Glück ganz anders ist. Konstanz 1981
- Überprüfung eines Abschieds. Konstanz 1978, 5. Auflage 1981